# Dompierre-sur-Yon
Dompierre-sur-Yon är en kommun i departementet Vendée i regionen Pays de la Loire i västra Frankrike. Kommunen ligger i kantonen Les Essarts som tillhör arrondissementet La Roche-sur-Yon. År 2022 hade Dompierre-sur-Yon 4 535 invånare.

## Befolkningsutveckling
Antalet invånare i kommunen Dompierre-sur-Yon
| Referens: INSEE |